# Мон (емблема)

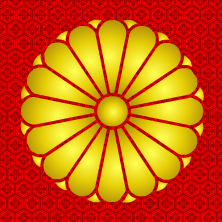
«Шіснадцятипелюсткова хризантема» — емблема імператора

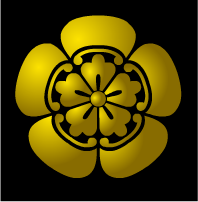
«П'ятипелюстковий цвіт папаї»

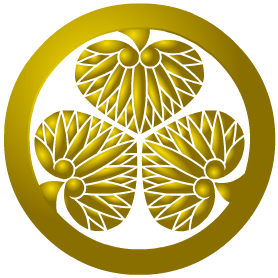
«Три листки мальви в колі»

Мон (яп. 紋 — «візерунок») — родова емблема в Японії. Інші назви — монсьо (紋章, «герб»), мондокоро (紋所, «емблема»), камон (家紋, «родовий візерунок») тощо.
Мон не є гербом, оскільки його дизайн не відповідає законам геральдики. Однак його застосування як знаку для позначення приватної чи родової власності є подібним до використання гербів у Європі.

## Історія
Мон з'являється вперше в Японії як орнамент у період Асука (552—710). Ймовірно, перші зразки були імпортовані з Кореї та Китаю. До періоду Хей'ан (794—1185) мон продовжували використовувати як орнамент у середовищі японських аристократів.
Наприкінці 12 століття мон набув «геральдичного» значення. Самураї почали кріпити їх до своїх прапорів аби розрізняти свої і ворожі війська. Завдяки тривалим міжусобицям і потребі нових емблем, дизайн мон урізноманітнився. Якщо на початку це були переважно рослинні орнаменти (квіти, листки, дерева), то починаючи з 13-14 століття з'явилися зображення тварин, небесних світил, буддистських і сінтоїстських сакральних предметів.
В період Едо (1603—1867) мон зазнали сильної стилізації й уніфікації, які стали основою для зображень цих емблем сьогодні. Крім цього, використання мон перестало бути монополією самурайських родин і поширилось на інші верстви населення.

## Зображення
Традиційний мон — це картинка вписана в уявне коло. Зміст зображення різноманітний. На відміну від звіриного стилю європейської геральдики, у японських мон переважають рослинні мотиви. Серед них найбільш вживаними є зображення квітів хризантеми і гліцинії. Менше зустрічаються сонце, місяць і зірки.
Мон поділяються на старі і нові. Перші виглядають реалістично і позбавленні обвідних кіл, ромбів, квадратів навколо основного малюнку. Нові ж мон є похідними модифікаціями старих. Вони часто стилізовані і мають декілька додаткових елементів — фігури, які обводять основний малюнок, візерунки, літери тощо.
Також існує поділ мон на родові, храмові і синтоїстські.
На відміну від європейських гербів, колір емблеми мон не має значення. Основним є саме неповторне зображення. У європейській геральдиці декілька родів можуть мати герб із однаковим малюнком на щиті, але різноманітіним розфарбуванням. На противагу цьому, у Японії відмінні роди матимуть зображення одного мотиву з додатковими або частково зміненими елементами. Наприклад, мон листка мальви може мати різні варіації, як показано на горішньому малюнку.

## Використання
Мон як і європейський герб позначався на побутових речах для означення володаря. Серед таких речей були прапори, зброя, обладунки, одяг, посуд, та все інше, що потребувало особистої чи родової позначки.
Відомими історичними мон, які використовували самураї є «три листка мальви» Токуґава Ієясу, «п'ятипелюсткова квітка папаї» Оди Нобунаґи, «метелик» роду Тайра, «ромб» роду Такеда, «хрест» роду Сімадзу, та інші.
Сьогодні мон використовують переважно для церемоніального кімоно, прикріплюючи по дві емблеми на груди і рукава, а також одну — на спину біля коміра. Окрім цього зображення мон можна часто зустріти на антикварних предметах домодерної Японії, черепицях замків, а також родових могилах японців. Також ці знаки широко застосовуються як торгові марки сучасних японських фірм.
Традицію монів продовжують емблеми населених пунктів Японії. Ці емблеми використовуються на прапорах міст, сіл та містечок. Нижче подані зразки емблем міст префектури Хіросіма: